# СААТ-бокс
СААТ-бокс (англ. СAAT box, иногда CCAAT box, CAT box) — высоконсервативная последовательность нуклеотидов ДНК состава GGNCAATCT (N — любой нуклеотид), находящаяся за 75—80 н. п. перед сайтом начала транскрипции. СААТ-бокс имеется в большинстве генов эукариот, но отсутствует у прокариот. Часто, наряду с ТАТА-боксом, CAAT-бокс входит в состав промотора. Вероятная роль СААТ-бокса заключается в связывании РНК-полимеразы I и ряда транскрипционных факторов. Считается также, что СААТ-бокс является элементом, регулирующим частоту инициации транскрипции.